# Gonbad
Nell'architettura tradizionale persiana, una cupola viene indicata come un Gonbad (in persiano گنبد‎).

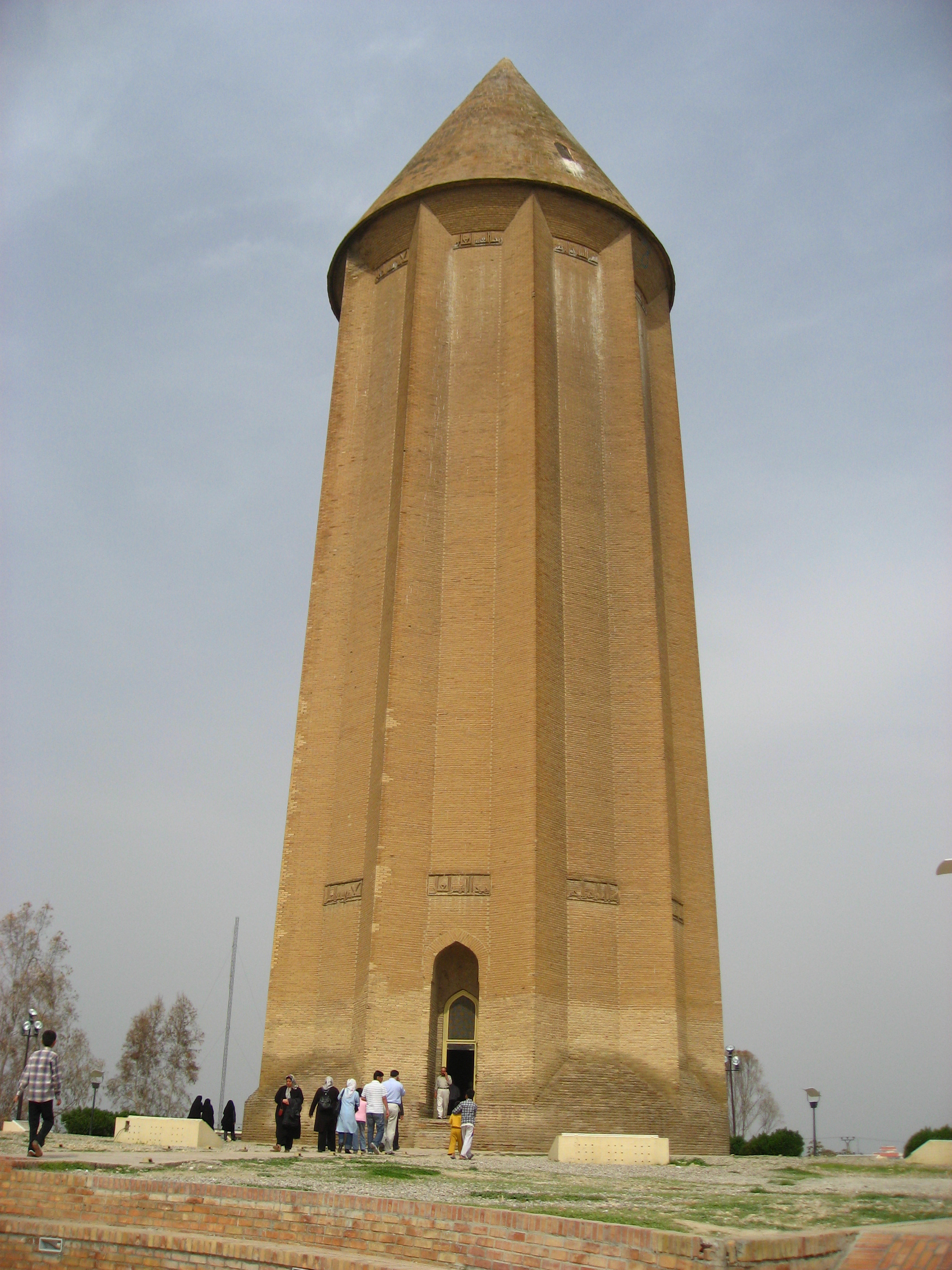
La torre di Gonbad-e Qabus, un residuo dell'architettura Ziyaride

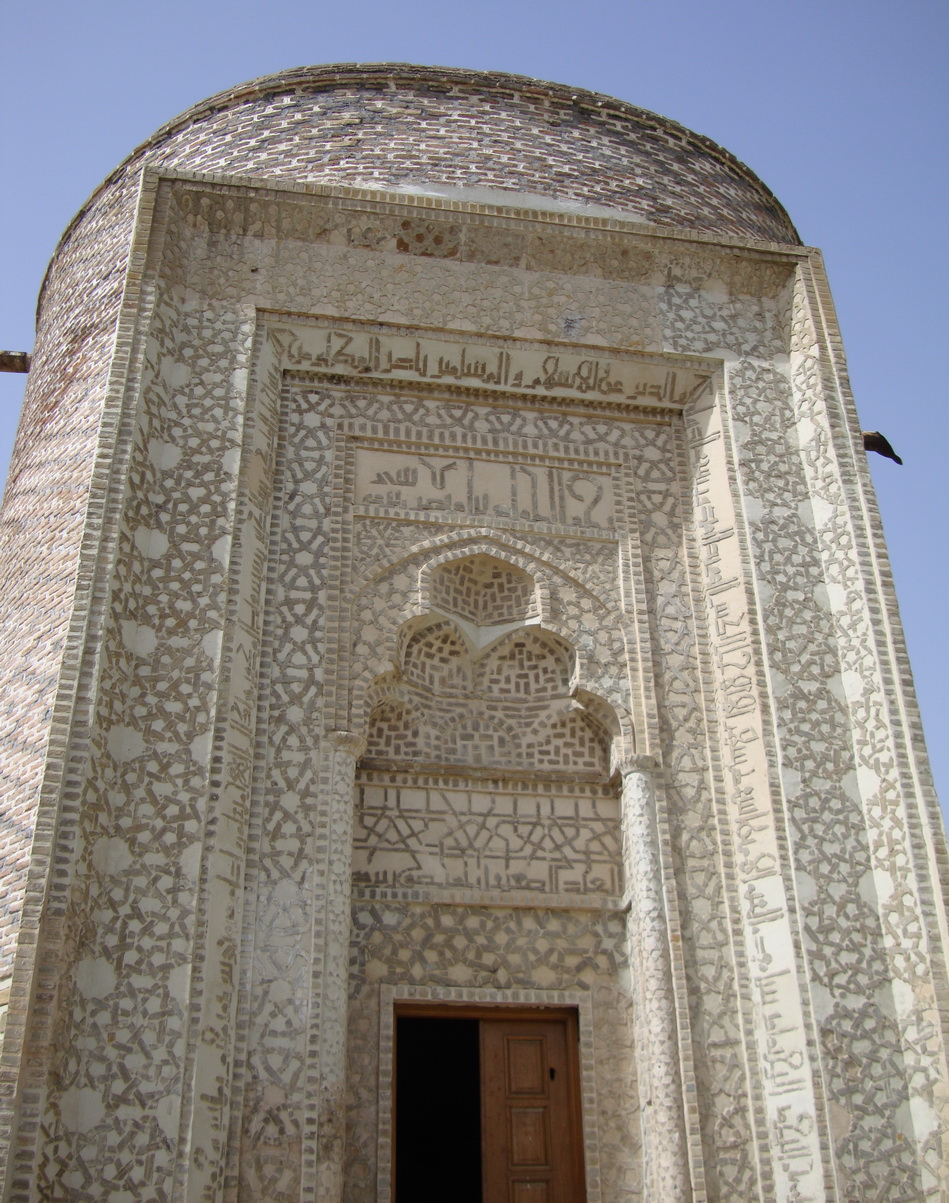
Segonbad

Il loro design risale alla Persia preislamica. I Parti in particolare erano molto entusiasti di usare tali strutture. I Sassanidi li ereditarono ed elevarono i loro progetti alla piena maturità.
Un gonbad è spesso a doppio strato e può avere molte forme, come semisferica, parzialmente sferica, a forma di cipolla, paraboloide, conica poligonale e conica circolare.
In epoca preislamica, il gonbad era un segno di grandezza imperiale per il re. In epoca islamica, la tradizione continuò e gli interni furono realizzati per simulare la cupola celeste, ricordando al musulmano il posto dell'uomo nel cosmo rispetto a Dio e alla creazione.

## Kümbet
Kümbet è il nome dato ai mausolei selgiuchidi. I Kümbet sono una parte importante dell'architettura Selgiuchide. In Turchia, Azerbaigian e Iran, dove i turchi hanno creato stati e governato per secoli, ci sono una serie di esempi di tali mausolei. Particolarmente famosi nel XIII secolo, questi monumenti, indicati in turco come kümbet, sono una continuazione delle usanze funerarie turche dell'Asia centrale. Queste strutture sono di forma poligonale o cilindrica e sono coperte da una cupola. Il corpo principale del monumento poggia su una base cubica, i cui angoli sono smussati. Negli esempi costruiti prima del XVI secolo, la cupola è coperta da una guglia conica o piramidale. La maggior parte di questi monumenti sono a due piani. Nascosta all'interno del basamento, metà del quale interrato, si trova una cripta; quest'ultima è coperta da una volta e il pavimento è in terra battuta. Il defunto veniva sepolto nella terra. La cripta aveva piccole finestre ad anello. La maggior parte dei kümbet in Turchia si trova nelle province di Kayseri, Erzurum, Konya, Ahlat e Bitlis.

### Hudavend Hatun

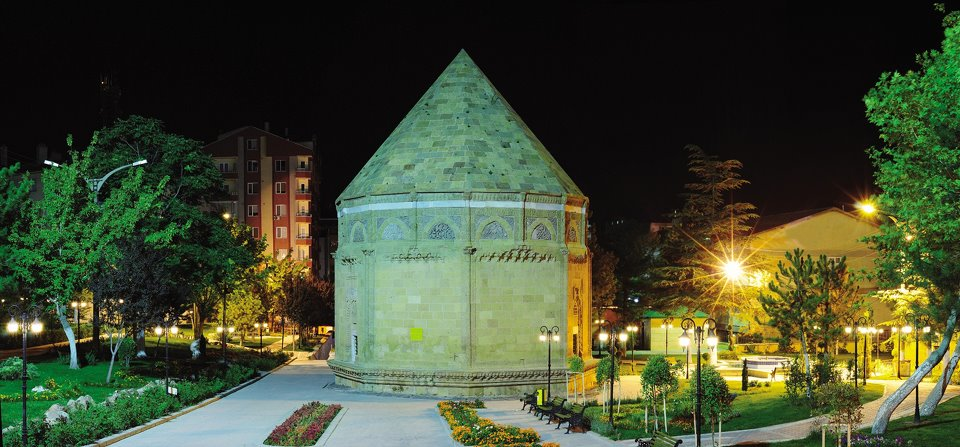
Kümbet di Hudavend Hatun a Niğde

Il Kümbet di Hudavend Hatun si trova nella città di Niğde. Fu costruito nel 1312 e commissionato da Hudavend Hatun, figlia del sultano selgiuchide Kilij Arslan IV, e restaurato dalla Direzione generale delle dotazioni religiose (Vakiflar Genel Mudurlugu) nel 1962. La tomba è in pietra gialla tagliata ed è coperta da una cupola sormontata da una corona piramidale a otto facce all'esterno. L'altezza totale è di 15,5 metri. Il marmo bianco è stato utilizzato negli architravi, negli archi, nelle targhe delle iscrizioni e nella cornice della cupola. La tomba è nota soprattutto per le sue elaborate incisioni vegetali e zoomorfe.

### Döner Kümbet
La Tomba girevole è sulla strada per Talas a Kayseri, seppur così chiamata, essa non gira, ma è la sua forma cilindrica che fa sembrare tale effetto. Costruito nel 1276 come ultima dimora di Şah Cihan Hatun, una principessa imperiale, è ricoperto da decorazioni arabescate in altorilievo raffiguranti animali e piante. Il vicino Sirçali Kümbet non è così elaborato. La Çifte Kümbet (doppia tomba) (anche a Kayseri), 5 km lungo la strada per Sivas, è ancora un'altra di queste caratteristiche tombe reali selgiuchide.

### Il Kümbet di Halime Hatun

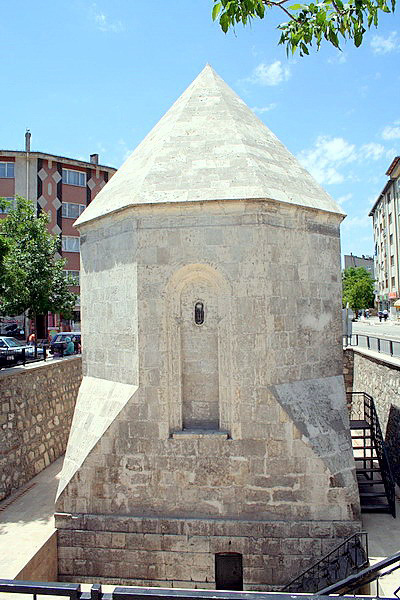
Ahi Emir Ahmet Türbe, un Kümbet a Sivas, Turchia

Circa 2 km a nord del distretto di Gevaş, sulla riva del lago Van, c'è un vecchio cimitero che è stato in uso sin dal periodo Selgiuchide. Uno dei monumenti funerari pre-ottomani più impressionanti è il Kümbet di Halime Hatun, che si trova nello stesso cimitero. Questo monumento è stato recentemente riparato e sono state apportate modifiche all'ingresso della cripta. Ha attirato l'attenzione di numerosi viaggiatori che hanno visitato la zona nel secolo scorso, spingendo W. Bachmann a studiarla seriamente. Tuttavia, il primo studio scientifico di questo monumento è stato condotto dal Prof. Dr. Oktay Aslanapa.

### Il Kümbet di Kadem Pasa Hatun
Questo monumento si trova 1–2 km a est di Erciş, all'incrocio delle strade Erciş – Van e Patnos – Van. È stato riparato negli anni '70, quando sono state sostituite le pietre fatiscenti sulla base e sul corpo principale del monumento. Contemporaneamente furono costruite le scale in pietra che conducono alla cripta e al piano superiore. Inoltre è stato costruito un muro attorno al giardino in cui si trova il monumento.

### Lo Zortul Kümbet
Questo monumento, che si trova su un terreno pianeggiante a sinistra della strada Erciş – Patnos sopra 5 km a nord-ovest di Erciş stessa, non ha un nome speciale. Abdürrahim Şerif Beygu, che ha visitato il monumento nel 1931, ha affermato che la parte della finestra orientale della guglia era crollata. Oktay Aslanapa conferma questa informazione, affermando che la parte superiore del tetto era crollata e che il monumento era in pessime condizioni. Sono state effettuate riparazioni che ne hanno arrestato il deterioramento.

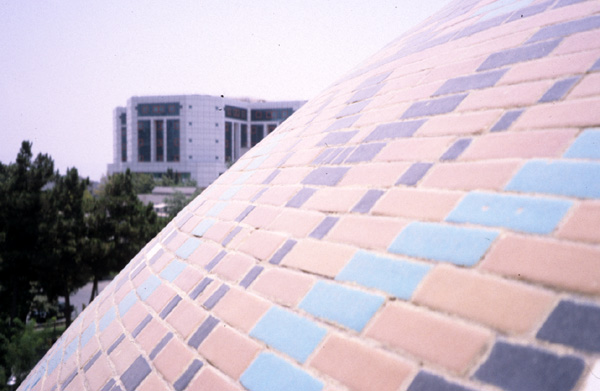
Vista ravvicinata di un gonbad: si noti la disposizione delle piastrelle colorate.
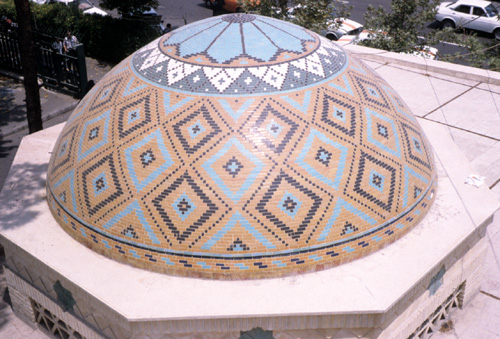
Vista d’insieme dello stesso gonbad, con le geometrie create dalle piastrelle.
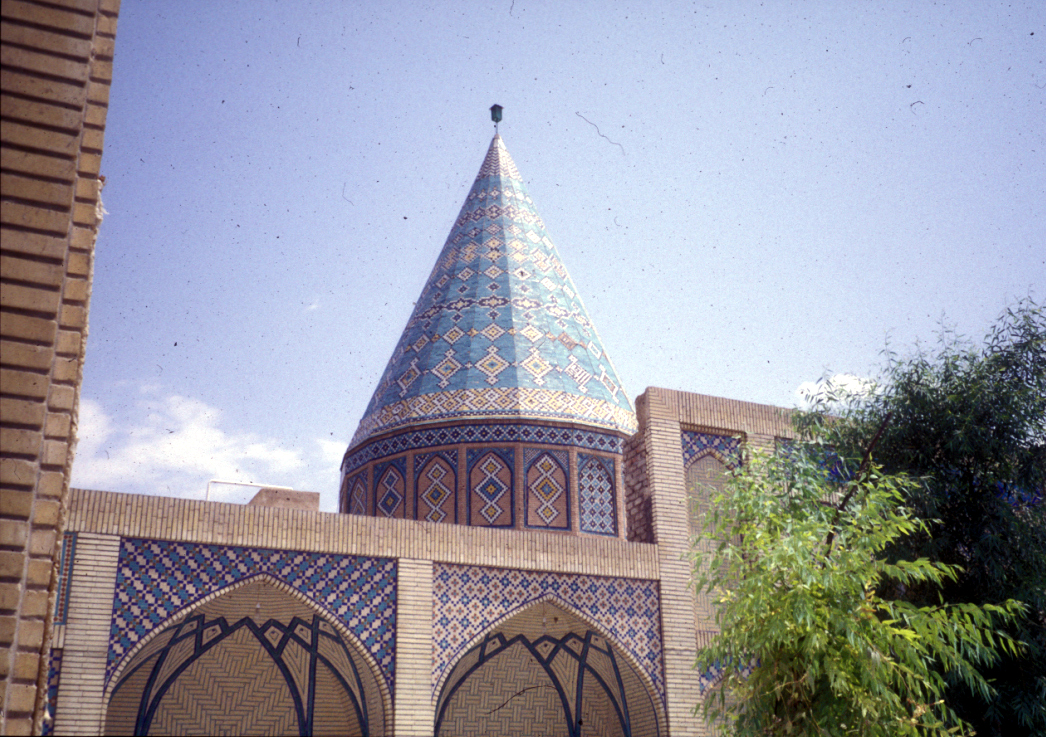
Esempio di un gonbad conico-poligonale, un disegno medievale.
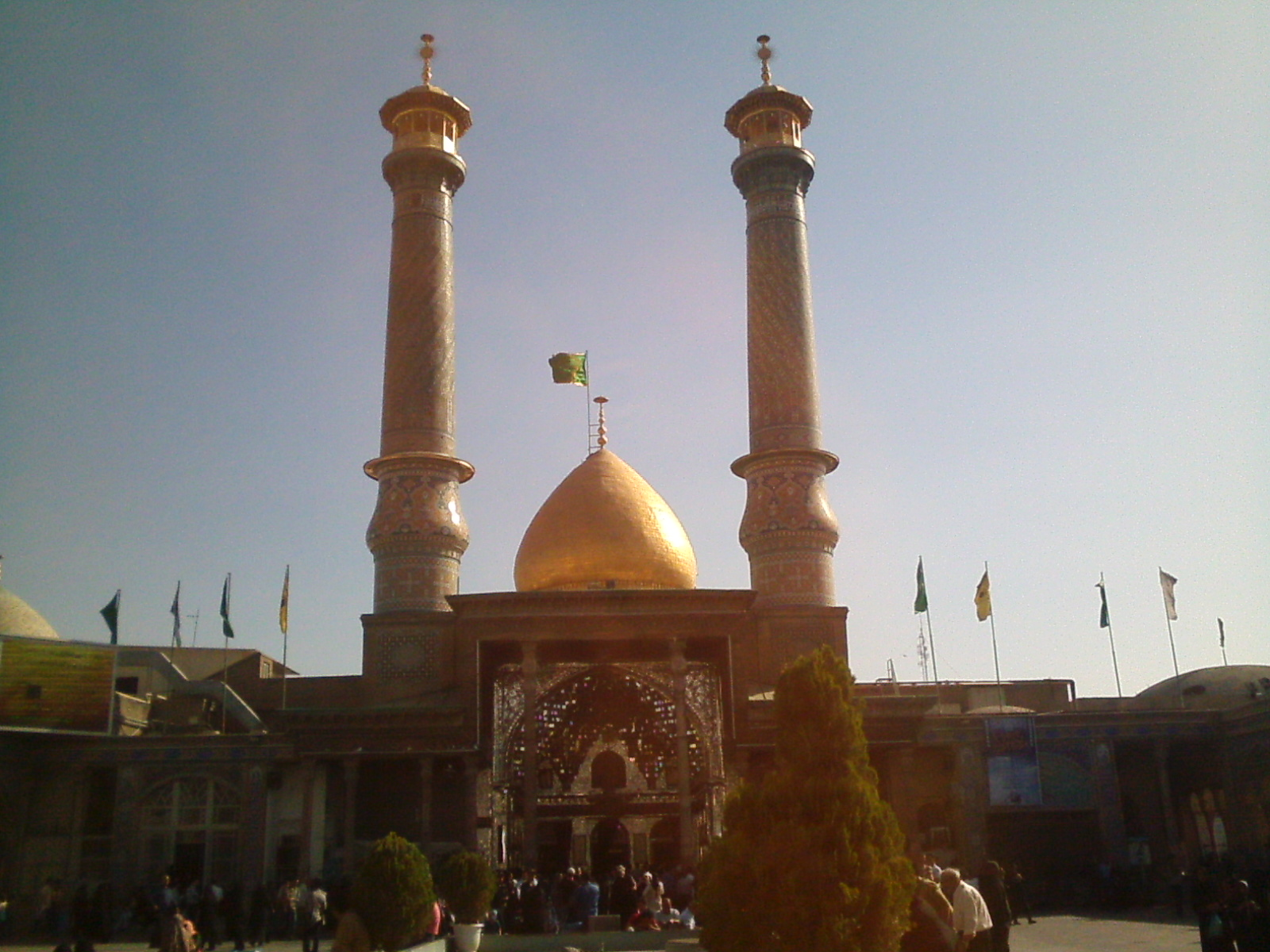
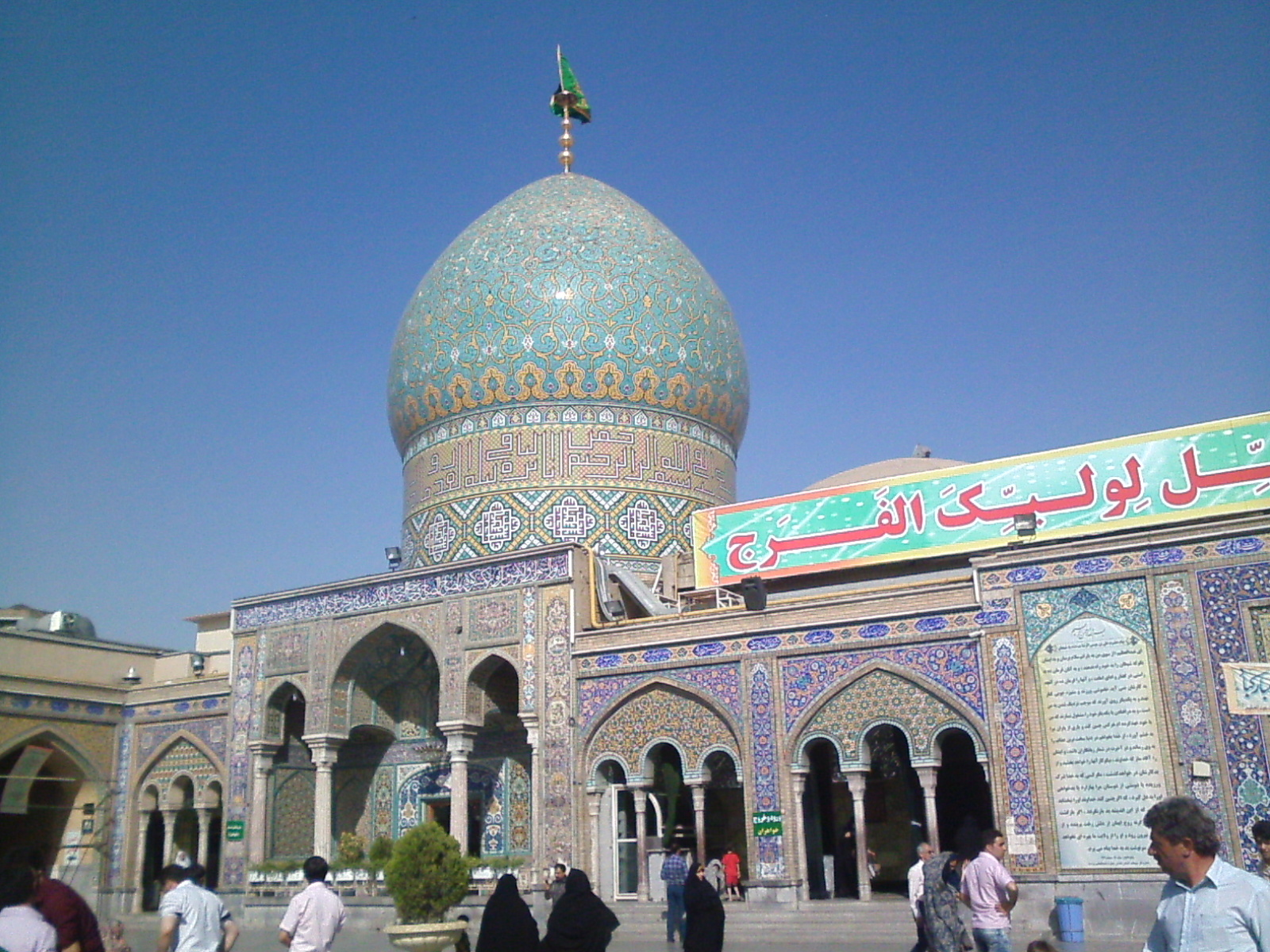
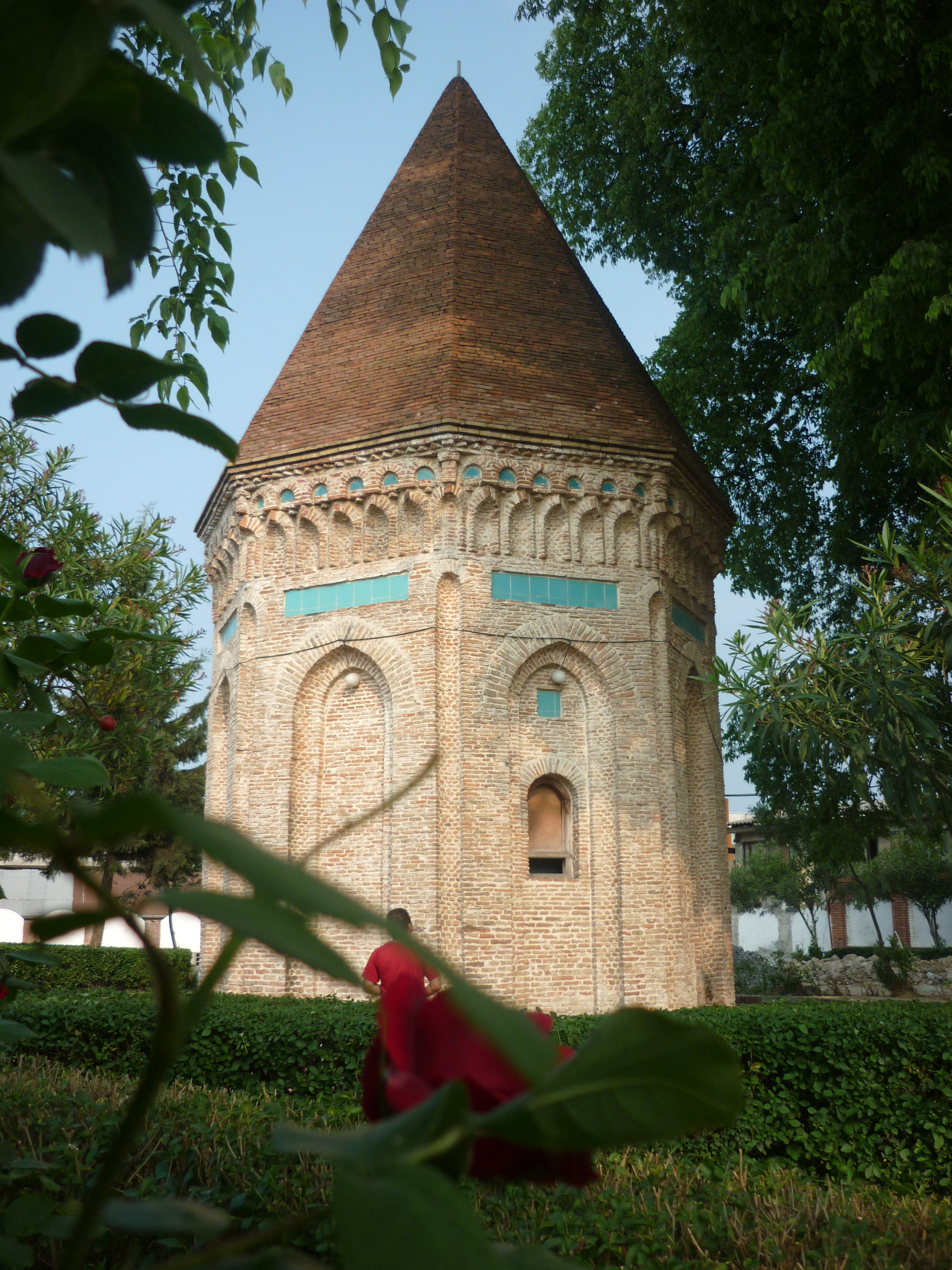
Mausoleo di Mir Sayyed Heydar Amuli

## India

### Gol Gumbaz
Gol Gumbaz (Kannada ( ಗೋಲ ಗುಮ್ಮಟ), in urdu گول گمبد‎?) è il mausoleo di Mohammed Adil Shah (1627–55) della dinastia Adil Shahi dei sultani indiani, che governò il Sultanato di Bijapur dal 1490 al 1686.
La tomba, situata nella città di Bijapur, o Vijapur nel Karnataka, nell'India meridionale, fu costruita nel 1659 dal famoso architetto Yaqut di Dabul. La struttura è costituita da una massiccia camera quadrata che misura quasi 50 m su ciascun lato e coperto da un'enorme cupola 43.3 m di diametro che la rende una delle più grandi strutture a cupola del mondo. La cupola è sostenuta da giganteschi squinch sorretti da pennacchi inguainati mentre all'esterno l'edificio è sorretta da torri angolari a cupola ottagonali.
La Cupola è la seconda più grande del mondo e non è supportata da alcun pilastro.
L'acustica del luogo chiuso ne fa una galleria sussurrante dove si sente anche il più piccolo suono dall'altra parte del Gumbaz. Alla periferia della cupola c'è un balcone circolare dove i visitatori possono assistere all'incredibile galleria sussurrante. Qualsiasi sussurro, applauso o suono viene ripetuto circa 7 volte. Qualunque cosa sussurrata da un angolo della galleria può essere udita chiaramente sul lato diagonalmente opposto. Si dice anche che il sultano, Ibrahim Adil Shah e la sua regina conversassero allo stesso modo. Durante il suo tempo, i musicisti cantavano, seduti nella galleria dei sussurri in modo che il suono prodotto potesse raggiungere ogni angolo della sala.
Si può facilmente distinguere il restauro effettuato sulla struttura confrontando le fotografie. I dintorni sono stati trasformati in uno splendido giardino e il sito è mantenuto dall'Archaeological Survey of India.

## Sviluppo in Cina
La parola "gonbad" è stata presa in prestito dal cinese come " gongbei ", e si riferisce alle tombe islamiche (originariamente a cupola).